# ジャコモ・ブリケット
ジャコモ・ブリケット（Giacomo Brichetto, 1983年5月9日 - ）は、イタリア・ジェノヴァ出身の元サッカー選手である。現役時代のポジションはゴールキーパー。

## 略歴
長く下部リーグでプレーしてきた。2005年、4部のサンメレーゼで初めて継続的に出場機会を得ることに成功し、07/08シーズンに移籍した3部のノヴァーラ・カルチョでも正GKとしてプレーした。2010年1月にサミル・ウイカニと入れ替わる形でセリエAのUSチッタ・ディ・パレルモに移籍。シーズン終了後にウイカニのローン期間延長に伴い完全移籍した。第3GKとして影からチームを支えていたが、2011年12月14日のコッパ・イタリア一回戦、シエナ戦でアレクサンドロス・ツォルヴァスが負傷した事を受け40分に途中出場、パレルモでのデビューを果たした。

## 所属クラブ
- USアレッサンドリア・カルチョ1912 2001-2003
- ASDマルティーナ・フランカ 2003-2005
- USサンレメーゼ・カルチョ 2005-2007
- ノヴァーラ・カルチョ 2007-2010

→ USチッタ・ディ・パレルモ 2009-2010(loan)
- USチッタ・ディ・パレルモ 2010-2013
- FCルッゲル 2017-2018

| スタブアイコン | サブスタブ | この項目は、まだ閲覧者の調べものの参照としては役立たない、サッカー選手に関連した書きかけの項目です。この項目を加筆・訂正などしてくださる協力者を求めています（P:サッカー/PJ:サッカー選手/PJ:女子サッカー）。 |